# Sommer-Universiade 2015/Tennis
Bei der Sommer-Universiade 2015 wurden vom 4. bis 12. Juli 2015 insgesamt fünf Wettbewerbe im Tennis ausgetragen. Diese umfassten jeweils ein Einzel für Frauen und Männer sowie Doppelkonkurrenzen für Frauen, Männer und ein Mixed-Doppel. Zudem wurden zwei Mannschaftswettbewerbe ausgetragen. Die Wettbewerbe fanden im Jinwol International Tennis Court statt.

## Herren

### Einzel
| Platz | Land              | Spieler           |
| ----- | ----------------- | ----------------- |
| 1     | Südkorea          | Chung Hyeon       |
| 2     | Russland          | Aslan Karazew     |
| 3     | Frankreich        | Lucas Pullain     |
| 3     | Chinesisch Taipeh | Yang Tsung-hua    |
| 5     | Ukraine           | Marat Dewjatjarow |
| 5     | Thailand          | Pruchya Isaro     |
| 5     | Frankreich        | Antoine Hoang     |
| 5     | Japan             | Shintaro Imai     |

### Doppel
| Platz | Land              | Spieler                              |
| ----- | ----------------- | ------------------------------------ |
| 1     | Großbritannien    | Joe Salisbury Darren Walsh           |
| 2     | Südkorea          | Chung Hyeon Nam Ji-sung              |
| 3     | Chinesisch Taipeh | Lee Hsin-han Peng Hsien-yin          |
| 3     | Japan             | Shintaro Imai Kaito Uesugi           |
| 5     | Hongkong          | Wong Chun-hun Yeung Pak-long         |
| 5     | Polen             | Mikołaj Jędruszczak Maciej Smoła     |
| 5     | Thailand          | Pruchya Isaro Nuttanon Kadchapanan   |
| 5     | Mexiko            | Alejandro Moreno Marco Aurelio Núñez |

### Mannschaft
| Platz | Land              | Spieler                                                    |
| ----- | ----------------- | ---------------------------------------------------------- |
| 1     | Südkorea          | Chung Hyeon Chung Hong Lee Jea-moon Nam Ji-sung            |
| 2     | Chinesisch Taipeh | Lee Hsin-han Peng Hsien-yin Huang Liang-chi Yang Tsung-hua |
| 3     | Russland          | Aslan Karazew Jewgeni Tjurnew                              |

## Damen

### Einzel
| Platz | Land              | Spielerin               |
| ----- | ----------------- | ----------------------- |
| 1     | Chinesisch Taipeh | Chang Kai-chen          |
| 2     | Thailand          | Luksika Kumkhum         |
| 3     | Indonesien        | Beatrice Gumulya        |
| 3     | Thailand          | Varatchaya Wongteanchai |
| 5     | Tschechien        | Eva Rutarová            |
| 5     | Südkorea          | Han Na-lae              |
| 5     | Japan             | Aiko Yoshitomi          |
| 5     | Russland          | Xenija Lykina           |

### Doppel
| Platz | Land                | Spielerin                                    |
| ----- | ------------------- | -------------------------------------------- |
| 1     | Südkorea            | Han Na-lae Lee So-ra                         |
| 2     | Chinesisch Taipeh   | Hsu Chieh-yu Lee Ya-hsuan                    |
| 3     | Japan               | Erina Hayashi Aiko Yoshitomi                 |
| 3     | Thailand            | Varatchaya Wongteanchai Varunya Wongteanchai |
| 5     | Mexiko              | Úrsula Castillejos Adriana Guzmán            |
| 5     | Volksrepublik China | Lu Jiajing Tian Ran                          |
| 5     | Russland            | Weronika Kudermetowa Xenija Lykina           |
| 5     | Polen               | Justyna Jegiołka Sylwia Mikołajczuk          |

### Mannschaft
| Platz | Land              | Spieler                                                         |
| ----- | ----------------- | --------------------------------------------------------------- |
| 1     | Chinesisch Taipeh | Chang Kai-chen Hsu Chieh-yu Hsieh Yu-chieh Lee Ya-hsuan         |
| 2     | Thailand          | Varatchaya Wongteanchai Noppawan Lertcheewakarn Luksika Kumkhum |
| 3     | Südkorea          | Jang Su-jeong Han Na-lae Lee So-ra                              |

## Mixed
| Platz | Land                | Spieler/in                              |
| ----- | ------------------- | --------------------------------------- |
| 1     | Belarus             | Lidsija Marosawa Andrej Wassileuski     |
| 2     | Großbritannien      | Alexandra Walker Darren Walsh           |
| 3     | Chinesisch Taipeh   | Chang Kai-chen Peng Hsien-yin           |
| 3     | Russland            | Weronika Kudermetowa Aslan Karazew      |
| 5     | Usbekistan          | Polina Merenkova Shonigʻmat Shofayziyev |
| 5     | Polen               | Justyna Jegiołka Maciej Smoła           |
| 5     | Volksrepublik China | Tian Ran Du Ye                          |
| 5     | Südkorea            | Jang Su-jeong Chung Hong                |

## Medaillenspiegel
| Medaillenspiegel | Medaillenspiegel  | Medaillenspiegel | Medaillenspiegel | Medaillenspiegel | Medaillenspiegel |
| Platz            | Land              | G                | S                | B                | Gesamt           |
| ---------------- | ----------------- | ---------------- | ---------------- | ---------------- | ---------------- |
| 1                | Südkorea          | 3                | 1                | 1                | 5                |
| 2                | Chinesisch Taipeh | 2                | 2                | 3                | 7                |
| 3                | Großbritannien    | 1                | 1                | 0                | 2                |
| 4                | Belarus           | 1                | 0                | 0                | 1                |
| 5                | Thailand          | 0                | 2                | 2                | 4                |
| 6                | Russland          | 0                | 1                | 2                | 3                |
| 7                | Japan             | 0                | 0                | 2                | 2                |
| 8                | Frankreich        | 0                | 0                | 1                | 1                |
| 8                | Indonesien        | 0                | 0                | 1                | 1                |
| Total            | Total             | 7                | 7                | 12               | 26               |